# Av hela mitt hjärta (Lasse Stefanz-låt)
Av hela mitt hjärta är en låt framförd av Lasse Stefanz från 1996 skriven av Thomas G:son. Låten är det första spåret i deras album, Dig ska jag älska. Låten låg sex veckor på Svensktoppen mellan 3 mars och 7 april 1996 med fjärde plats som bästa placering.